# ビルバオ効果

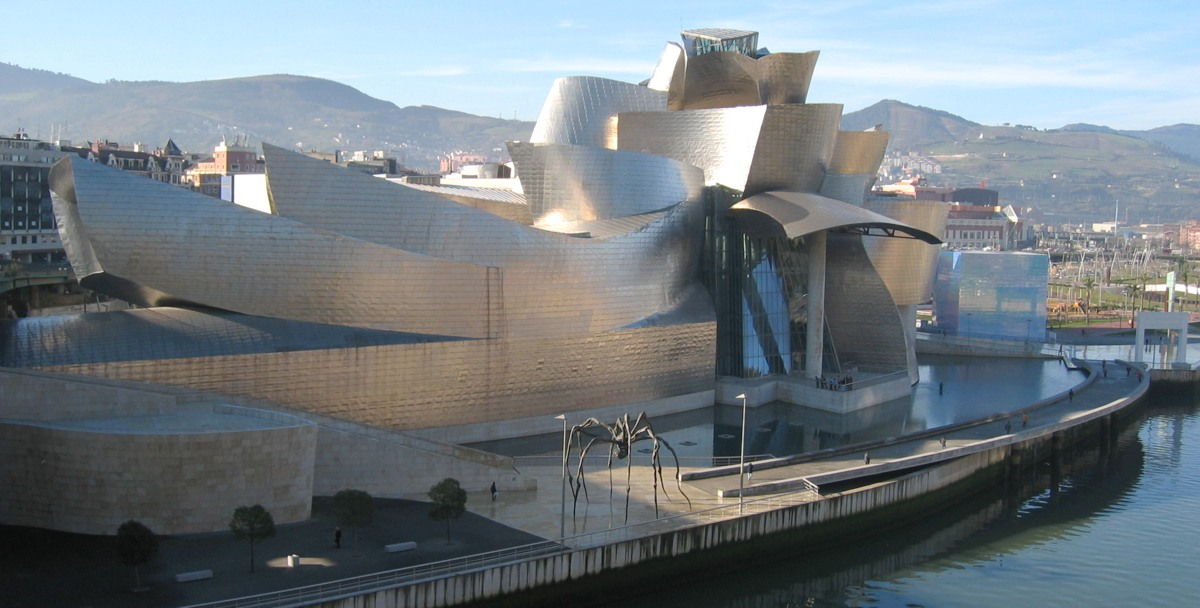
ビルバオ・グッゲンハイム美術館

ビルバオ効果（英語: Bilbao Effect）とは、スペイン・バスク州ビスカヤ県ビルバオの都市計画が創造都市（都市再生）プロジェクトの中で最も成功した例であることを示す用語、または一つの建築が都市を再生させた事例を指す用語である。グッゲンハイム効果（英語: Guggenheim Effect）とも呼ばれる。
スペイン北部のバスク州にあるビルバオは、鉄鋼業の不振などで1980年代に都市の衰退を経験したが、1990年代後半の都市再生プロジェクトによって奇跡的な復活を遂げた。

## 経済効果
年間100万人以上の人がビルバオを訪れ、これは1997年以前の20倍以上である。フランク・ゲーリーが設計したビルバオ・グッゲンハイム美術館が1997年に開館してから3年間には計400万人がビルバオを訪れた。1997年から2001年の間にもたらされた直接支出は7億7500万ユーロ以上である。

## 事業内容

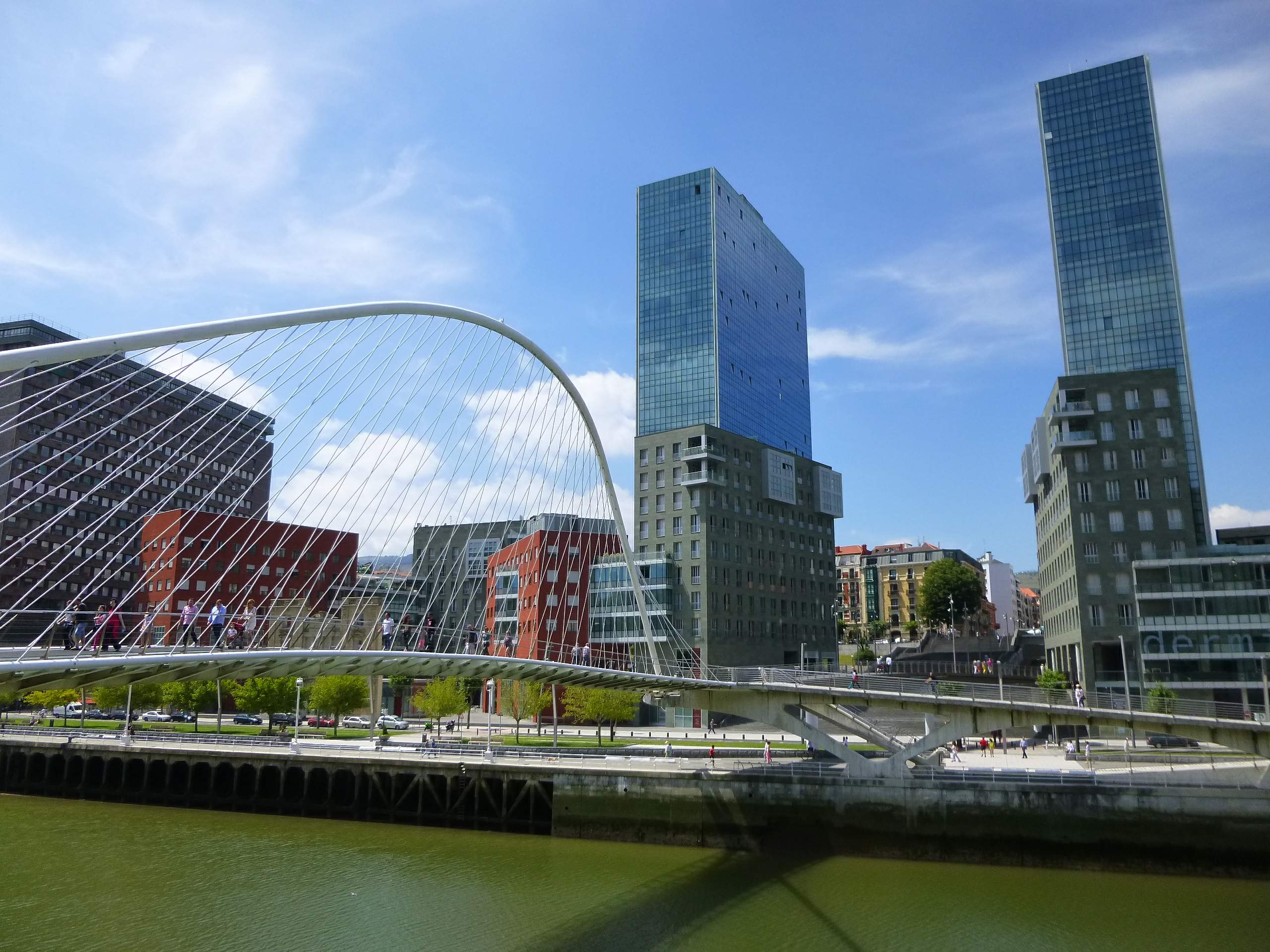
イソザキ・アテアとスビスリ橋

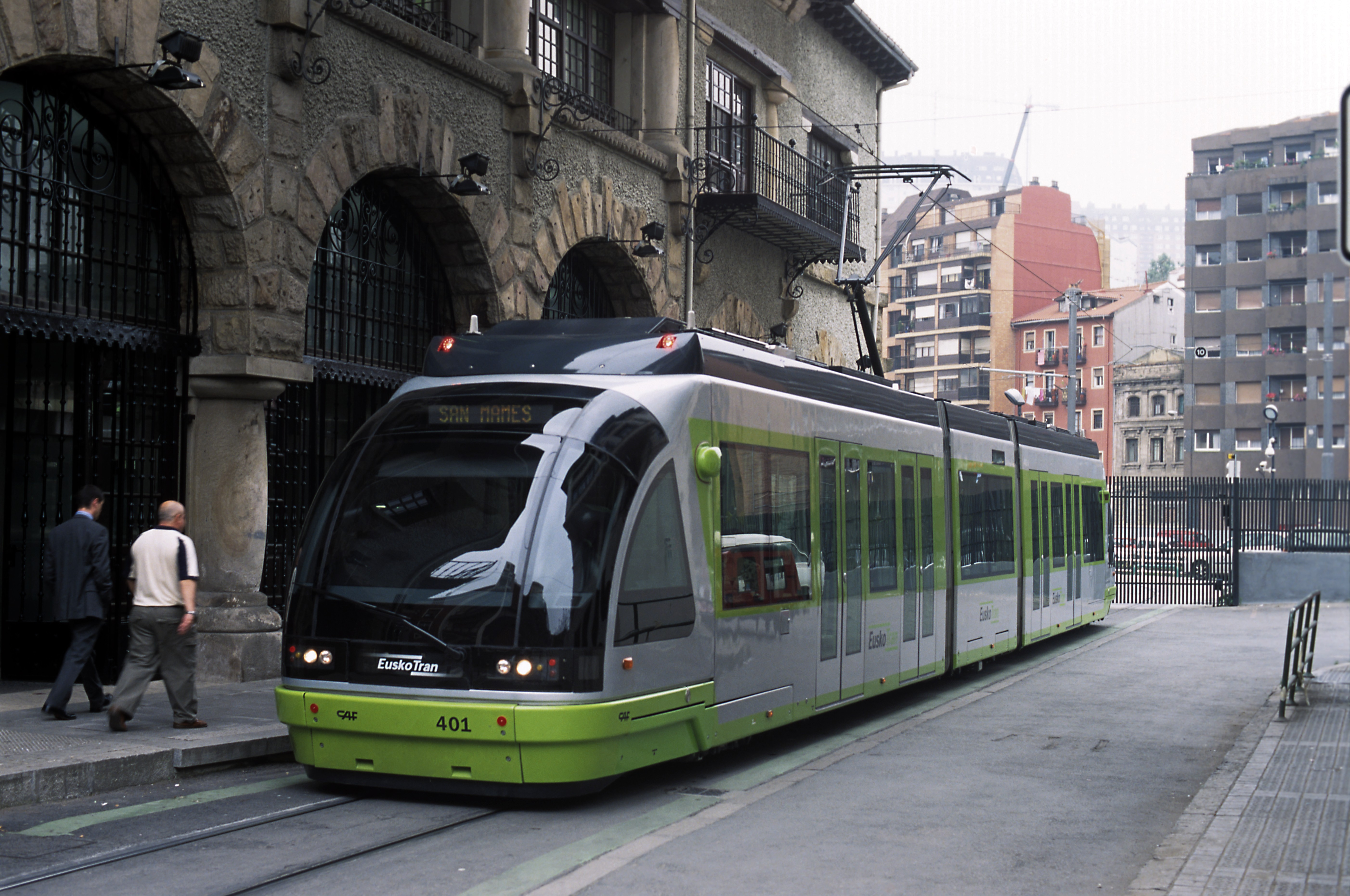
ビルバオ・トラム

ビルバオ市の都市再生プロジェクトとしては以下のものがある。この中で最も貢献した（メインプロジェクトであった）のがビルバオ・グッゲンハイム美術館である。
- アバンドイバラ地区再開発
- ビルバオ空港のメインターミナルビルの建設 - サンティアゴ・カラトラバが設計。
- 港湾拡張計画
- ビルバオ展示場
- ネルビオン川河口広域開発計画
- メトロ・ビルバオ（ビルバオ地下鉄）
- ビルバオ美術館の改修拡張工事
- ビルバオ・グッゲンハイム美術館 - フランク・ゲーリーが設計。
- スビスリ橋 - サンティアゴ・カラトラバが設計。
- ネルビオン川浄化計画
- イソザキ・アテア - 磯崎新とイニャキ・アウレコエチェアが設計。
- ビルバオ・トラム
- アルチャンダトンネル
- ビルバオ公共図書館